# Daramus ochraceus
Daramus ochraceus är en skalbaggsart som beskrevs av Karl Adlbauer 1998. Daramus ochraceus ingår i släktet Daramus och familjen långhorningar.
Artens utbredningsområde är Zimbabwe. Inga underarter finns listade i Catalogue of Life.